# 中国驻贝宁大使馆
中华人民共和国驻贝宁共和国大使馆（法語：Ambassade de la République populaire de Chine en République du Bénin），简称中国驻贝宁大使馆，是中华人民共和国驻贝宁的外交代表机构。

## 机构设置
中国驻贝宁大使馆设置下列机构：
- 政治处
- 经济商务处
- 领事部
- 中国文化中心